# 보존 개념
보존 개념(conservation)이란 인지 및 발달 심리학에서 모양이 넓은 같은 모양의 컵에 같은 양의 물을 보여준 뒤, 한 컵의 물을 모양이 다른 긴 컵에 부어도 이러한 긴 컵과 넓은 컵의 물의 양은 같다는 것을 이해하는 것이다.

## 동일성
'동일성'은 추론에 있어서 매우 중요한 기본 개념으로 보상, 가역적 사고의 개념이 가능해지기 위한 필수요소이다.
보존개념이 완성되지않은 아동은 같은 양의 진흙으로 만든 크기가 같은 두 개의 공을 보여준 뒤 아동이 보는 앞에서 하나를 막대기처럼 길게 만들면 어느새 양이 달라졌다고 생각하지만 보존개념을 획득하고 난후에는 모양이 달라져도 그 양이나 수는 보존된다는것을 인식한다.

## 가역적 사고
방에서 화장실로 이동한 아이가 다시 화장실에서 방으로 되돌아오는 과정은 가역적 사고를 포함한다.

## 같이 보기
- 인지발달이론